# Usina Hidrelétrica de Cachoeira Dourada
A Usina Hidrelétrica de Cachoeira Dourada é uma usina hidrelétrica localizada no curso médio do Rio Paranaíba, na divisa entre os estados de Minas Gerais e Goiás. Ela se localiza entre os municípios de Cachoeira Dourada (Goiás) e Cachoeira Dourada (Minas Gerais).

## Características
Foi construída na década de 1950, para gerar a energia necessária à construção de Brasília. O projeto foi implementado pela estatal goiana Celg na década de 50. Já nos anos 90 a hidrelétrica foi privatizada, sendo adquirida pela espanhola Endesa. Já em 2016, a estatal italiana Enel Green Power assumiu o controle da usina. 
Sua potência instalada é de 658 MW, e o desnível máximo de 30,7 m . 
O lago formado pela sua barragem banha os municípios de são Cachoeira Dourada e Itumbiara, em Goiás, e Cachoeira Dourada, Araporã, Capinópolis, Canápolis e Centralina, em Minas Gerais e inunda uma área máxima de 100 km².. 
É considerada uma usina hidrelétrica a fio d'água.